# Tito Pompeyo Albino

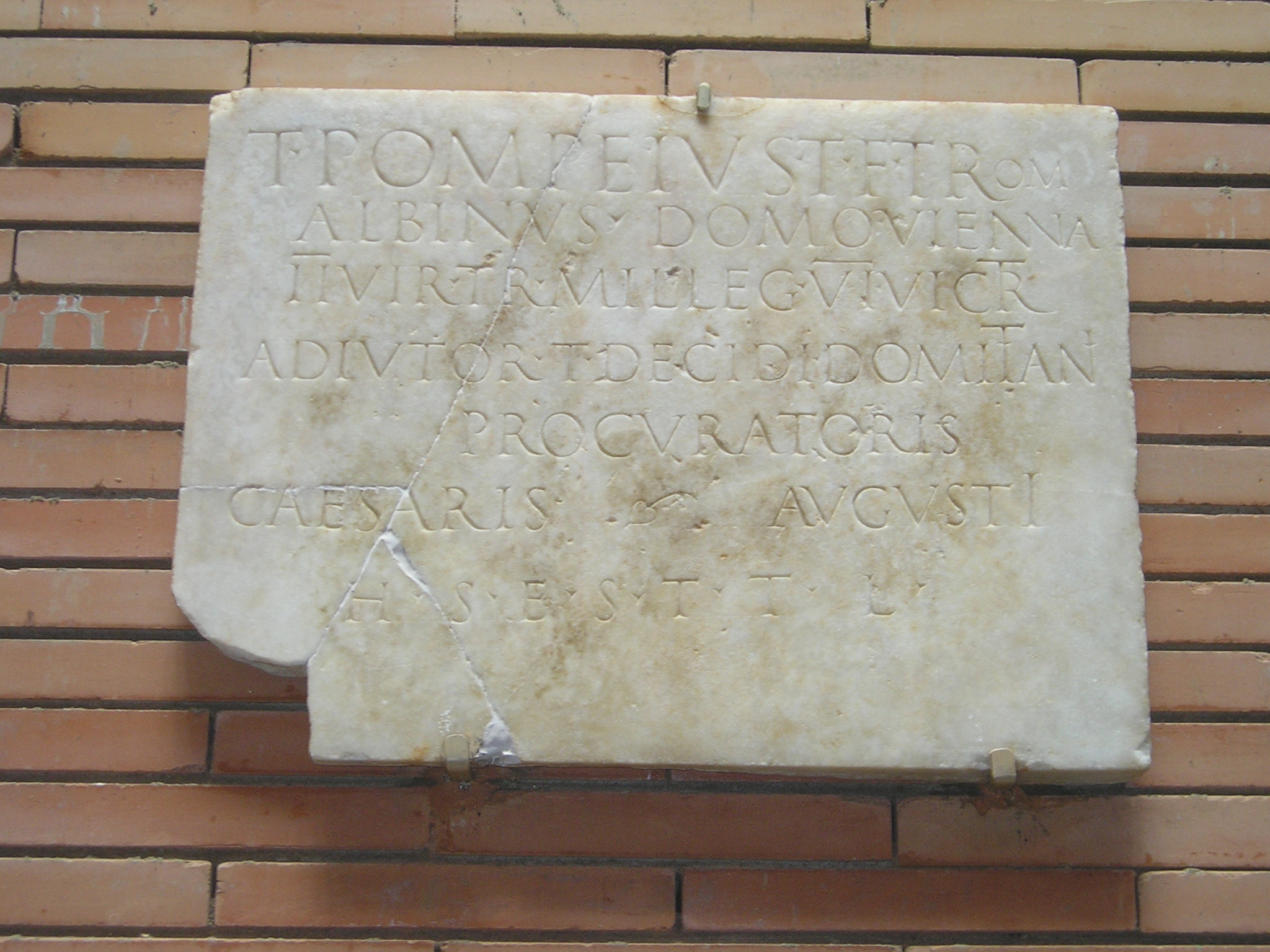
Epitafio de Tiberio Pompeyo Albino en Emerita Augusta (Mérida, (Badajoz, España)

Tito Pompeyo Albino (en latín, Titus Pompeius Albinus) fue una caballero romano del siglo I, que desarrolló su carrera ecuestre bajo el imperio de Nerón.

## Orígenes y carrera
Natural de la colonia Vienna (Vienne, Francia) en la provincia Galia Narbonense, conocemos su carrera a través de dos inscripciones; la primera procedente de su colonia de origen, posiblemente colocada en su cenotafio, y la segunda encontrada en Augusta Emerita (Mérida, Badajoz, España), lugar de su fallecimiento, colocada en su tumba.
Las inscripciones se desarrollan de la siguiente forma:

A:
T(ito) Pompeio T(iti) f(ilio) [Trom(entina)]

Albino

tribuno mil(itum) leg(ionis) [VI]

Victric(is) subpro[c(uratori)] 4

provinc(iae) Lusitaniae

IIv(iro) i(ure) d(icundo) col(oniae) Iul(iae) Aug(ustae) Flor(entiae) V(iennensium)

Pompeia T(iti) fil(ia) Sextina

B:
T(itus) Pompeius T(iti) f(ilius) Trom(entina)

Albinus domo Vienna

IIvir tr(ibunus) mil(itum) leg(ionis) VI Victr(icis)

adiutor T(iti) Decidi Domitiani 4

procuratoris

Caesaris Augusti

h(ic) s(itus) e(st) s(it) t(ibi) t(erra) l(evis)

Caballero romano, empezó su carrera como IIvir iure dicundo de su colonia, magistratura local principal, lo que le fue considerado equivalente a la prima militia del cursus honorum ecuestre regular. Poco después, hacia 62, accedió a la secunda militia ecuestre como tribuno angusticlavio de la Legio VI Victrix, con campamento en Legio (León, España) en la provincia Tarraconense. Tras este mando, debería haber sido nombrado prefecto de un ala de caballería, como tertia militia y paso previo al desempeño de cargos ecuestres civiles, pero, tal vez por influencia de la familia senatorial Decidia, natural de su colonia de origen, fue asignado como auditor o subprocurador al procurador de la provincia Lusitania, Tito Decidio Domiciano en el año 64, trabajando en la capital de la provincia, la colonia Augusta Emerita.

## Fallecimiento y descendencia
La muerte le sorprendió mientras realizaba sus labores de subprocurador y fue incinerado y recibió sepultura en Augusta Emerita. Tenía un hija, Pompeya Sextina, quien, al tener noticia de su fallecimiento y de la celebración de sus funerales, decidió consagrar un cenotafio en su memoria en su localidad de origen.

## Enlcaces externos
- Tito Pompeyo Albino en el Diccionario Biográfico Hispano

- Datos: Q112119754
- Multimedia: Titus Pompeius Albinus / Q112119754